# Kedungdowo (Balen)
Kedungdowo is een bestuurslaag in het regentschap Bojonegoro van de provincie Oost-Java, Indonesië. Kedungdowo telt 1711 inwoners (volkstelling 2010).